# Villa Hachez

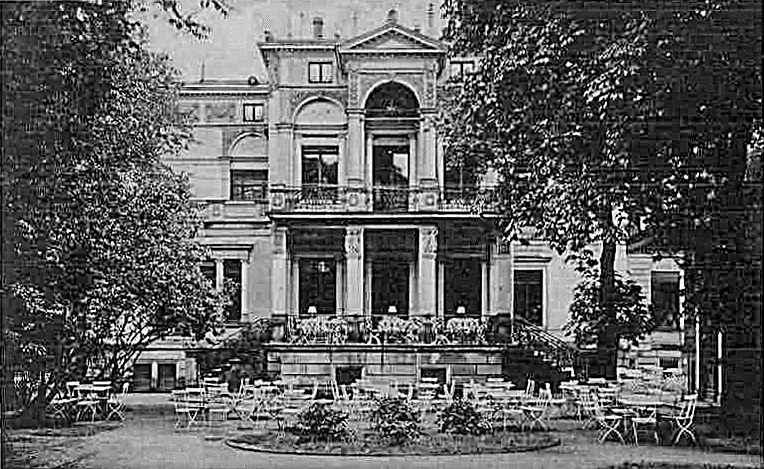
Villa Hachez, etwa 1925

Die Villa Hachez war ein großbürgerliches Wohnhaus an der Parkstraße im Englischen Viertel in Dresden. Die Villa stand auf einem Eckgrundstück zur Lessingstraße, sie trug 1870 die Hausnummer 7 und ab 1880 die Hausnummer 6. Sie wurde 1868–1869 nach Entwurf des Dresdener Architekten Karl Eberhard für Franz Hachez erbaut und im Zweiten Weltkrieg während der Luftangriffe auf Dresden am 13. Februar 1945 zerstört.
Alternativ werden als Entwurfsurheber der Villa auch der mit dem Bauherrn Hachez befreundete Martin Gropius und dessen damaliger Büropartner Heino Schmieden genannt.
Der Partikulier Franz Hachez (1826–1892) erwarb das Baugrundstück am 17. Januar 1868. Da er aus Bremen kam und noch nicht das Dresdner Bürgerrecht besaß, musste er einen Bürgen benennen. Er war ein Vetter von Joseph Emil Hachez (1862–1933), dem Gründers und Teilhaber der Bremer Schokoladenfabrik Hachez. In den späteren Adressbüchern wird Franz Hachez als Rentier bezeichnet, der als Eigentümer Parterre und 1. Obergeschoss des Hauses bewohnte. Nach seinem Tod 1892 verkauften die Erben (die Tochter Amelie war mit Anton von Unruh verheiratet) das Haus an Freiherr von Wichmann-Eichhorn. Ab 1930 war Hertha Wuttig Eigentümerin der Villa. Freiherr von Wichmann-Eichhorn gehörte 1893 in Dresden noch eine andere Villa, die Villa Wichmann-Eichhorn an der Ecke Tiergartenstraße / Richard-Wagner-Straße, die er vom Architekten Hermann Thüme erbauen ließ.
Die vom Bremer Architekten Heinrich Müller (1819–1890) erbauten Villen für Joseph Arnold Hachez (Contrescarpe 20, 1970 ersetzt) und für Joseph Hachez (Landrat-Christians-Straße, um 1975 abgebrochen) waren Häuser der Bremer Verwandtschaft des Dresdener Bauherrn.